# Броди (Турецький повіт)
Броди (пол. Brody) — село в Польщі, у гміні Малянув Турецького повіту Великопольського воєводства.
Населення — 78 осіб (2011).
У 1975-1998 роках село належало до Конінського воєводства.

## Демографія
Демографічна структура станом на 31 березня 2011 року:
|          | Загалом | Допрацездатний вік | Працездатний вік | Постпрацездатний вік |
| -------- | ------- | ------------------ | ---------------- | -------------------- |
| Чоловіки | 39      | 12                 | 22               | 5                    |
| Жінки    | 39      | 12                 | 20               | 7                    |
| Разом    | 78      | 24                 | 42               | 12                   |